# George Desmarées

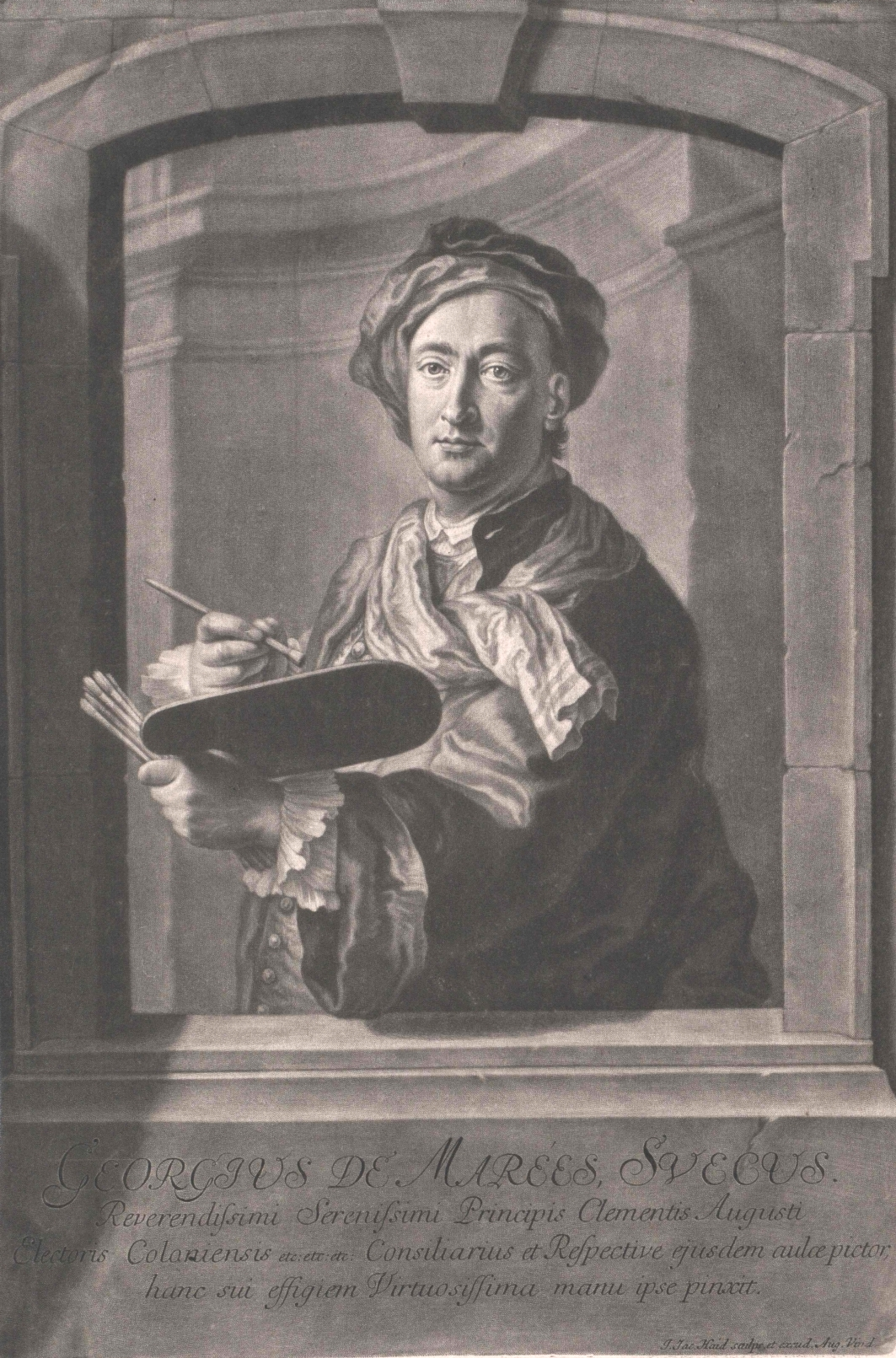
Georg de Marées, Stich von Johann Jacob Haid

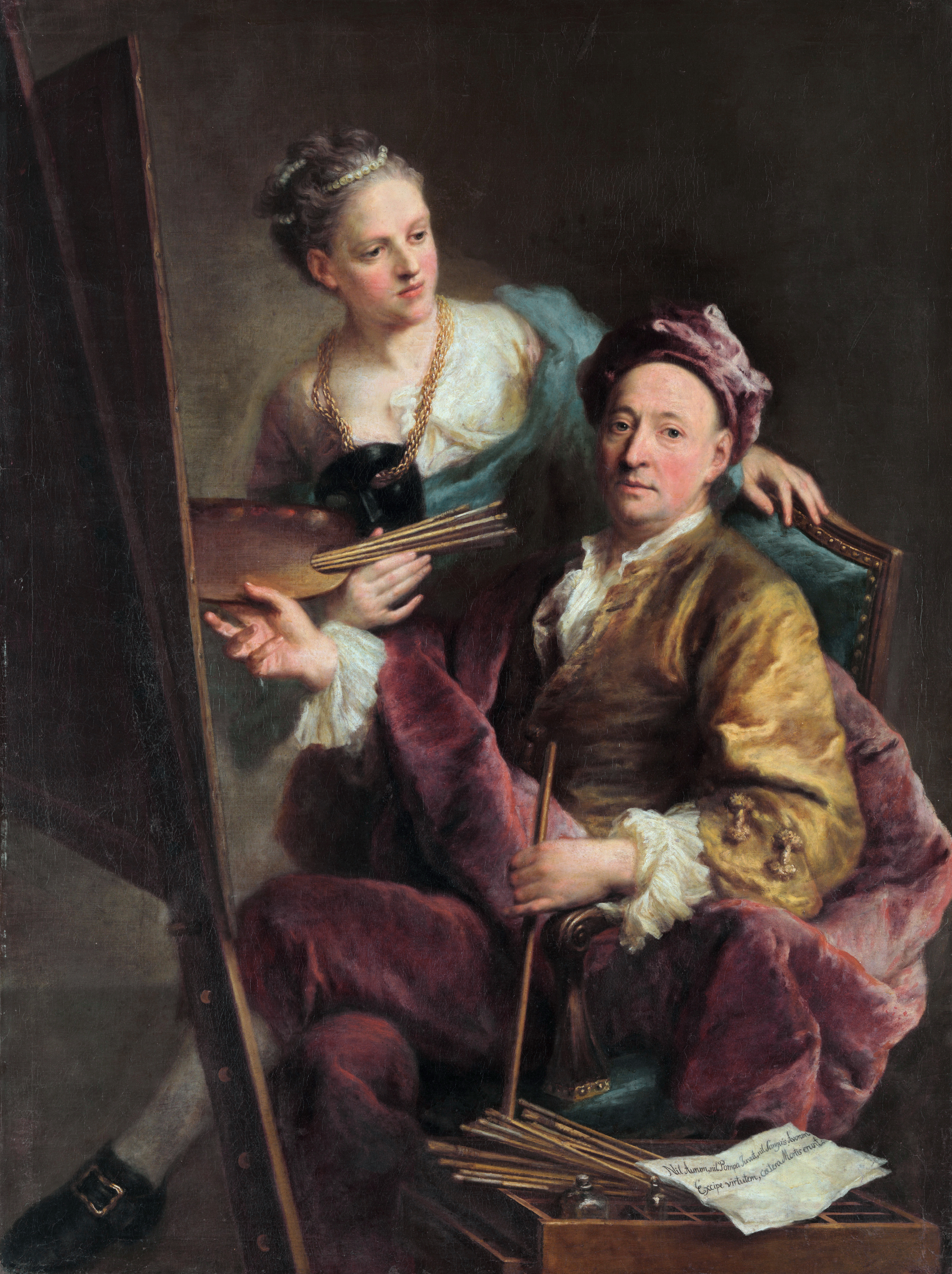
Georg Desmarées: Selbstporträt des Künstlers mit seiner Tochter

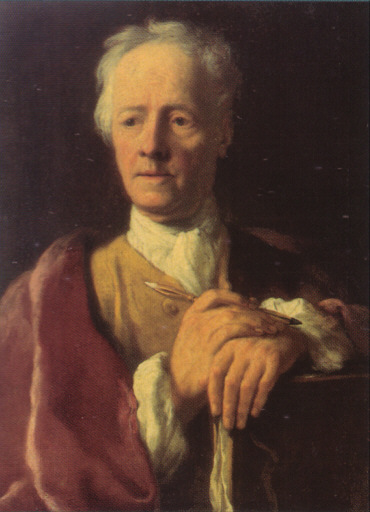
Georg Desmarées: Bildnis des Franz Joachim Beich

George Desmarées (* 29. Oktober 1697 auf Gimo, Schweden; † 3. Oktober 1776 in München; eigentlich de Marées) war ein schwedischer Maler und einer der wichtigsten Porträtisten des Rokoko.

## Schreibweise des Vornamens
In der älteren Literatur findet sich häufig die Schreibweise Georges. Neben George ist in moderneren Publikationen, allerdings nur sehr selten, die Form Georg zu finden. Auf einer dem Künstler zugedachten Medaille von Franz Andreas Schega aus dem Jahre 1750 findet sich auch die lateinische Schreibweise Georgius.
- 1750 Porträtmedaille in Silber und Zinn, 45 mm. Vorderseite: GEORGIUS DE MAREES HOLM: SVECVS EL: COL: CONS: & PICTOR --- Brustbild mit Zopfperücke nach rechts, verziertes Gewand und Mantelüberwurf, unten: SCHEGA // Rückseite: 11 Zeilen Text. Literatur: Paul Grotemeyer, Franz Andreas Schega Nr. 89. Hauser 326. Beierlein III, 20.

## Leben
Nach dem Tod der Eltern kam Desmarées nach Stockholm, wo er die Malschule von Peter Martin van Mytens (dem Älteren) besuchte. Seit 1720 war er selbständiger Porträtmaler und ging ab dem Frühjahr 1724 auf eine Studienreise. So reiste er erst nach Amsterdam und ging dann nach Nürnberg, wo er die Zeichenakademie besuchte. 1725 gelangte er nach Venedig und wurde Schüler von Giovanni Battista Piazzetta.
1730 wurde er von Karl Albrecht, dem Kurfürsten von Bayern und späteren Kaiser Karl VII., an den Münchner Hof berufen und erhielt den Titel des kurfürstlichen Hofmalers. Ab 1743 erfolgte die Berufung an zahlreiche deutsche Fürstenhöfe. Die bedeutendsten und umfangreichsten Aufträge erhielt er von dem Kölner Kurfürsten Clemens August I. von Bayern. Über diesen Auftraggeber erreichte Desmarées auch Kunden wie die Erzbischöfe Friedrich Karl von Schönborn-Buchheim und Johann Philipp Anton von und zu Frankenstein. Aber auch der Fürstbischof von Mainz Johann Friedrich Karl von Ostein und dessen Nachfolger Emmerich Joseph von Breidbach zu Bürresheim bestellten Bilder bei Desmarées.
Er war u. a. Lehrer von Johann Joseph Scheubel III. (1733–1801) in Bamberg.
Von 1745 bis 1749 sowie von 1752 bis 1754 weilte er am Bonner Hof. 1756 ging er zurück nach München, wo er kurz vor seinem 79. Geburtstag am 3. Oktober 1776 starb.

## Werke
Desmarées schuf eine sehr große Zahl an Porträts; von der bayrischen Fürstenfamilie existieren allein über 50. Außerdem malte er Bilder mit geistlichen und profanen Sujets, von denen viele auch gestochen wurden.
In Schloss Augustusburg in Brühl befinden sich über ein Dutzend Gemälde von seiner Hand; ebenso viele fanden sich in Schloss Clemensruhe in Poppelsdorf. Weitere Werke befinden sich u. a. in München (Residenz, Lenbachhaus, Amalienburg, Theatinerkirche, Alte Pinakothek …), Madrid (Museo Thyssen-Bornemisza), Fulda (Schloss Adolphseck), Neue Residenz (Bamberg), Würzburg (Residenz/Fürstensaal, Mainfränkisches Museum), Polling (Kirche), Kloster Ettal.